# 조지 시슬러
조지 해럴드 시슬러(영어: George Harold Sisler, 1893년 3월 24일~1973년 3월 26일)는 "고저스 조지"(영어: Gorgeous George)라는 별명으로 알려진 미국의 프로 야구 선수이자 감독으로, 선수 시절 포지션은 1루수였다. 1915년부터 1930년까지 메이저 리그 베이스볼(MLB)의 세인트루이스 브라운스, 워싱턴 세너터스, 보스턴 브레이브스에서 뛰었다. 1924년부터 1926년까지는 세인트루이스 브라운스에서 선수 겸 감독을 맡았다.
미시간 대학교에서 대학 야구 선수로 뛰었으며, 1915년에 세인트루이스 브라운스와 계약했다. 1920년과 1922년에 아메리칸 리그(AL)의 타격왕을 차지했다. 1920년에 타율 .407과 함께 257안타를 기록했는데, 이는 스즈키 이치로가 2004년에 262안타로 기록을 경신할 때까지 단일 시즌 최다 안타 기록으로 남아 있었다. 1922년에는 1900년 이후 아메리칸 리그와 내셔널 리그를 통틀어 단일 시즌 역대 3위인 .420의 타율로 아메리칸 리그 최우수 선수상을 차지했다. 이후 부비동염으로 시력에 문제가 생겨 한때 선수 생명이 위태롭기도 하였으나, 1924년 다시 복귀해 1930년까지 현역으로 뛰었다. 선수로서 은퇴한 뒤에는 메이저 리그 스카우트 등으로 일했다.
두 차례 타격왕을 차지하고 통산 타율 .340을 기록했으며, 두 차례 최다 안타 부문 리그 1위, 3루타 부문 두 차례 리그 2위, 도루 부문 네 차례 리그 1위에 이름을 올렸다. 200안타 이상 기록한 시즌이 통산 6번 있었고, 3할 이상의 타율을 기록한 시즌이 13번 있었다. 1939년에 미국 야구 명예의 전당에 입성했다.

## 어린 시절
조지 해럴드 시슬러는 1893년 3월 24일에 미국 오하이오주의 미편입지구인 맨체스터(오늘날 애크런 외곽에 있는 뉴프랭클린을 가리킴)에서 출생했다. 조지의 아버지인 카시우스 클레이 시슬러(Cassius Clay Sisler)와 어머니 메리(결혼 전 성 휘플(Whipple)) 시슬러는 하이럼 칼리지에서 만나 대학을 졸업하고 결혼했다. 시슬러 부부는 한때 교사로 일하기도 했으나, 조지가 태어난 후 아버지 카시우스는 인근의 탄광 관리자로 근무하게 되었다. 당시 맨체스터에는 고등학교가 없었지만, 조지는 14살이 된 해에 형 에프버트(Efbert)와 함께 살기 위해 애크런으로 이주했고 그곳에서 학교를 다닐 수 있었다. 조지는 고등학교에서 야구, 농구, 미식축구를 했고, 그 가운데서 야구에 가장 많은 관심을 기울였다. 또한 잘생긴 외모 덕에 지역 신문에서는 그를 "고저스 조지"(Gorgeous George)라고 부르기도 했다. 고등학교에서의 마지막 해에 형 에프버트가 결핵으로 요절했지만, 조지는 친구의 가족과 함께 살게 되어 학업을 끝마칠 수 있었다.

## 대학 경력

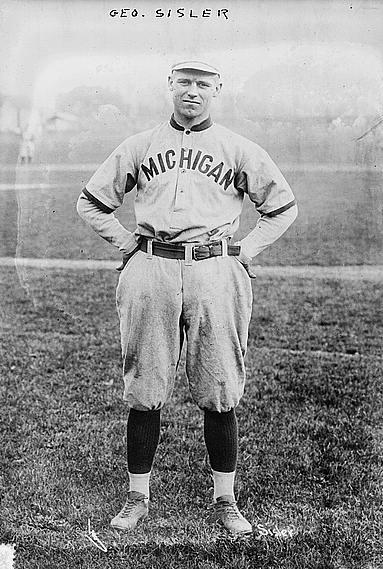
미시간 대학교의 야구팀인 미시간 울버린스 유니폼을 입은 시슬러

1910년, 시슬러는 오하이오–펜실베이니아 리그에 속한 애크런 챔프스와 프로 선수 계약을 맺었지만, 전혀 경기를 뛰지 않았고 돈도 받지 않았다. 대신에 부모님의 바람대로 미시간 대학교로 진학해 기계공학을 전공하는 동시에 대학 야구 선수로 뛰었다. 1912년 당시 미시간 대학교의 1학년은 학교 대표팀으로 뛰는 게 금지되어 있었다. 이에 시슬러는 자신의 전공을 대표하는 학내 팀에서 뛰면서 어떤 경기에서는 투수로 7이닝을 던지며 20명의 타자를 탈삼진 처리하기도 했다. 대학에서의 시즌이 끝나고 나서는 애크런에 있는 한 야구팀에서 뛰었다. 한편, 같은 해 피츠버그 파이리츠의 바니 드레이퍼스 구단주는 시슬러의 플레이를 인상 깊게 보고, 시슬러가 속해 있는 야구팀으로부터 계약을 사들여 그를 자신의 팀에 합류시키려고 했다. 하지만 시슬러가 이를 거부하자, 그를 프로 야구에서 뛸 수 있는 자격을 박탈시킬 수 있는 유예 명단에 올려놓았다.
해당 구단과의 소동에 휘말린 시슬러는 당시 미시간 대학교 야구팀의 브랜치 리키 감독에게 도움을 요청했다. 전직 법조인이기도 했던 리키 감독은 시슬러가 미성년자인 상태에서 부모의 동의 없이 계약을 맺었기 때문에 해당 계약이 시슬러를 묶어놓을 수 없다고 보았다. 리키 감독과 디트로이트의 조지 P. 코드 판사는 야구 운영 기구인 국가 야구 위원회에 연락을 취해 계약을 불법으로 판결해달라고 요청했지만, 위원회는 1912년 내에 판결을 내리는데 실패했다. 그 이유는 코드 판사가 계약이 무효라고 결정을 내리길 원했던 반면에, 위원회 구성원 중 한 명이었던 어거스트 허먼은 시슬러가 파이리츠 구단에 그와 계약할 수 있는 우선권을 주어야 한다고 판단했기 때문이다. 대학교 2학년을 마치면서 시슬러가 프로 선수로 데뷔할 시점도 가까워지면서, 코드 판사는 판결을 내리지 않으면 세 배로 손해배상을 청구할 것이라 으름장을 놓으며 허먼을 압박했다. 결국 허먼은 시슬러의 입장에 동의하는 법적 판단을 내렸고, 위원회는 1914년이 되어서야 계약이 무효임을 밝혔다.
한편, 1913년 2학년이 된 시슬러는 미시간 대학교의 야구팀에 합류했다. 시슬러는 미시간 울버린스 소속으로 마운드 위에서 뛰어난 모습을 보였으나, 시즌 후반에는 팔 통증이 찾아와 등판할 수 있는 기회가 제한되었다. 한편 타격에 있어서는 타율 .445로 팀에서 최고 타율을 기록했으며, 투수로 뛰지 않을 때는 외야 수비를 하면서 타순에 이름을 올릴 수 있었다. 《스포팅 라이프》는 그를 두고 "최고의 대학 투수"라고 일컬었으며, 《배너티 페어》에서는 이해를 시작으로 3년 연속으로 그를 올-아메리카로 선정했다.
1913년 여름, 시슬러는 팔 통증을 치료하기 위해 오하이오주 영스타운에 있는 의사 존 D. "본세터" 리즈를 만났다. 한편 리키 감독이 세인트루이스 브라운스로 자리를 옮기면서, 칼 룬드그렌이 울버린스 감독직 후임자로 들어왔다. 새로운 시즌이 시작될 즈음 시슬러는 컨디션을 회복하고 있었고, 팀 동료들은 투표를 통해 그를 주장으로 선임했다. 울버린스는 1914년 시즌 중 44이닝 연속 무실점을 달성하는 가운데, 시슬러도 10타자 연속 탈삼진을 기록하며 팀을 도왔다. 하지만 시러큐스와의 경기에서 다시 팔 부상을 당하고 말았다. 시즌 막바지 1914년 전국 대학 야구 선수권 대회에서, 울버린스는 펜 퀘이커스와 경기해 2승을 거두었고, 그중 첫 번째 경기에서 시슬러는 2안타, 3득점, 2도루를 기록했다.
1915년에 시슬러는 주장직을 내려놓았고, 대신 에드먼 맥퀸이 그 자리를 대신했다. 룬드그렌 감독은 연말까지 시슬러의 팔이 아프지 않기를 바라며 초반에는 그를 투수로 덜 기용하고자 했다. 다행히 그 계획은 잘 들어맞았다. 그해 시즌의 투수 관련 기록은 제대로 남아 있지 않지만, 시슬러는 코넬 빅 레드를 상대로 1피안타 경기를 달성했으며, 노터데임을 상대로 한 또 다른 경기에서는 14탈삼진을 거두기도 했다. 미시간에서의 마지막 경기에서는 다섯 개의 도루를 기록했는데, 이중 하나는 홈스틸이었다. 이해 시즌 타율은 .451를 기록했고, 무실책을 달성했다. 이후 1915년 여름에 기계공학 학위를 받고 대학교를 졸업했다.

## 프로 경력

### 세인트루이스 브라운스

#### 커리어 초반 (1915~1919)

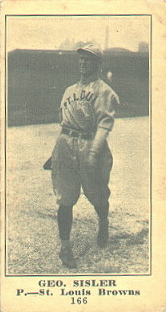
투수 시슬러가 담긴 1916년의 야구 카드

피츠버그 파이리츠와 세인트루이스 브라운스 두 구단은 대학을 졸업한 시슬러와 프로 계약을 맺는데 관심을 보였다. 파이리츠는 월급 700달러와 1,000달러의 보너스를, 브라운스는 월급 200달러에 5,000달러의 보너스를 제안했다. 시슬러는 두 구단 중 세인트루이스를 선택했는데, 이 팀의 감독이 된 브랜치 리키와 함께 뛰는 편안한 환경을 선호했기 때문이다.
1915년 6월 28일, 시슬러는 메이저 리그 데뷔 경기를 치렀다. 시카고 화이트삭스와의 경기에서 구원 투수로 나섰다. 데뷔 첫 등판에서 3이닝 무실점 투구와 함께 두 개의 탈삼진을 잡아냈으며, 타석에서는 짐 스콧을 상대로 메이저 리그 첫 안타를 쳐냈다. 이로부터 5일 후에는 메이저 리그 첫 선발 등판 경기에 나서 완투숭을 거두었는데, 9개의 탈삼진을 잡아내면서도 볼넷 또한 9개를 내주었다.
리키 감독은 투수로 며칠 마다 등판하는 것만으로는 시슬러의 재능이 아깝다고 보았다. 마침 1루수 존 리어리가 자신의 포지션에서 어려움을 겪는 와중에 리키 감독은 시슬러에게 1루 수비를 시험했다. 시슬러는 처음에 새로운 수비 위치에 어려움을 겪으며 잠시 타격 슬럼프에 빠지기도 했지만, 리키 감독이 다른 날에는 투수로 뛰게 하면서 점차 자신감을 얻었다. 결국, 데뷔 첫 해인 1915년에는 투수와 타자 모두 소화했다. 8월 29일 경기에서는 월터 존슨과의 맞대결에서 2–1 완투승을 거두었다. 이해 타자로는 .285의 타율에 3홈런을 기록했으며, 투수로는 4승 4패와 함께 시슬러의 전기 작가 릭 훈이 "아주 훌륭하다"고 표현한 2.83의 평균자책점(ERA)를 기록했다.
1916년 시즌, 시슬러는 소속팀 브라운스의 158경기 중 141경기를 1루수로 나서며 주전 1루수로서의 입지를 굳혔다. 타율은 .305로 팀 내 타자들 중 1위였으며, 안타(177)와 장타율(.400) 부문에서도 팀 내 최고 성적을 기록했다. 시즌 24개의 실책으로 아메리칸 리그(AL) 1루수 중 최다 실책을 범했지만, 전기 작가 릭 훈은 시슬러가 1루수로서 "상당히 향상되었고 자주 탁월했다"고 언급했다. 시즌 중 마운드에 오른 것은 세 번 뿐이었지만, 그 중 하나였던 9월 17일 경기에서는 월터 존슨과 선발 맞대결해 1–0 완봉승을 거두었다.
1917년 8월 11일, 필라델피아 애슬레틱스와의 더블헤더 중 두 번째 경기에서 시슬러는 4타수 3안타를 기록했다. 이날 경기가 26경기 연속 안타의 시작이었고, 연속 안타 기간 중 타율은 .422에 달했다. 이해 시즌 시슬러는 대부분의 팀 내 타자 기록에서 1위에 이름을 올렸으며, 시즌 타율 .353로 아메리칸 리그에서 타이 콥의 .383에 이은 타율 2위를 기록했다.
미국의 제1차 세계 대전 참전으로 인해 1917년과 1918년 사이의 오프 시즌 기간에 징병제가 도입되었다. 1918년 시즌 중 브라운스의 일원이었던 어번 샤커와 켄 윌리엄스가 동시에 징집되었으나, 시슬러는 징집 면제 대상이었던 4등급에 해당했기 때문에 1918년 시즌에도 계속 선수로 뛸 수 있었다. 전쟁의 영향으로 이해 정규 시즌은 평소보다 한 달 빠른 9월 1일에 종료되었다. 시슬러는 45도루로 아메리칸 리그에서 도루 1위를 했으며, 타율은 .341로 아메리칸 리그에서 3위에 이름을 올렸다. 양자택일의 "일하거나 싸우거나"라는 정부의 방침에 따라 야구 선수들은 전쟁에 필수적인 물자를 생산하는 일에 뛰어들거나 시즌 후 징병의 대상이 되어야 했다. 시슬러는 입대를 택했고, 리키가 지휘하는 화학전 부대의 소위로 다른 메이저 리그 선수들과 함께 합류했다. 이후 버지니아주의 캠프 험프리스에서 훈련하면서 타국에 파병될 준비를 했으나, 전쟁이 그해 11월에 끝나면서 병역의 의무를 벗게 되었다.
1919년, 시슬러는 소속팀 브라운스로 복귀했으나 5월 11일까지 타율이 .207에 그치는 등 시즌 초반 타격에서 어려움을 겪었다. 하지만 이후 타격감이 좋아지면서 8월 중순까지 아메리칸 리그에서 타율과 도루 부문 1위를 내달렸고, 그때까지 세인트루이스 브라운스 또한 47승 40패를 거두며 우승 경쟁에 뛰어들었다. 8월 22일 경기에서는 평소 조용한 성격이었던 시슬러가 뉴욕 양키스의 칼 메이스와 서로 주먹다짐을 벌일 뻔한 일이 있었다. 투수 메이스가 타자의 몸을 노리고 있다고 느낀 시슬러는 그가 이물질을 사용해 부정 투구를 하고 있다고 의심해 그날 경기의 심판이었던 조지 모리아티에게 어필을 했고, 이로 인해 모리아티 심판이 10분 동안 메이스의 몸을 수색했다. 하지만 아무 것도 나오지 않자 두 선수는 서로를 향해 고함을 지르고 금방이라도 싸울 듯한 태세를 보였고, 그 사이를 모리아티 심판이 다가와 분리시켰다. 소속팀 세인트루이스 브라운스는 시즌 막판 부진하며 62승 1무 72패의 성적으로 5위로 시즌을 마쳤지만, 시슬러는 출장 경기 수를 제외한 모든 타격 기록에서 팀 1위를 하며 분전했다. 시즌 최종 타율 .352로 아메리칸 리그 3위, 10홈런으로 29개의 홈런을 기록한 베이브 루스에 이어 홈런 부문 AL 2위에 이름을 올렸으며, 수비에서는 수비율 .991를 기록했다. 또한 120개의 어시스트로 아메리칸 리그 1루수 가운데서 가장 많은 어시스트를 만들어냈다.

#### 4할 타율과 MVP (1920~1922)

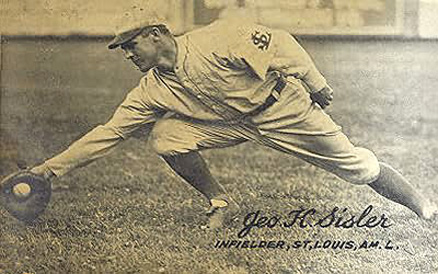
1921년 야구 카드에 담긴 시슬러

1920년에 들어서 실밥이 더 촘촘하게 매인 야구공이 제조되기 시작했고, 경기 중에는 깨끗하고 마모되지 않은 공을 사용하도록 하면서 타자들이 유리해졌다. 이러한 변화로 인해 바야흐로 라이브볼 시대가 도래하면서, 많은 타자들이 더 많은 홈런을 생산할 수 있게 되었다. 베이브 루스처럼 강한 팔 힘을 갖고 있지 않았던 시슬러는 홈런 타구를 만들어내려고 애쓰지 않았지만, 여러 타격 수치가 향상된 모습을 보여주었다.
그해 시즌, 시슬러는 전 경기 전 이닝 출장 기록을 세웠다. 메이저 리그 신기록인 257안타를 쳐냈으며, 8월 월간 타율 .442, 9월 월간 타율 .448의 맹타로 시즌 타율을 .407로 마무리지었다. 이로써 타이 콥이 1911년 시즌에 기록한 단일 시즌 최다 안타인 247안타를 경신했다. 9월 27일 경기에서 콥의 기록과 타이를 이룬 뒤, 우연히도 스포츠맨스 파크에서의 경기 전 1,000달러의 수표와 1,500달러의 실버 서비스와 꽃다발을 증정받으며 축하받은 '시슬러 데이'에 신기록을 수립했다. 시슬러의 단일 시즌 최다 안타 기록은 2004년 스즈키 이치로가 262안타로 이를 다시 경신할 때까지 메이저 리그 기록으로서 오랫동안 명성을 유지했다. 또한 이해 시즌 홈런(루스의 54홈런에 뒤이은 19개), 타점(루스의 135타점에 뒤이은 2위이자 팀 동료 베이비 돌 제이콥슨와 동률인 122타점), 도루(샘 라이스의 63개에 뒤이은 42개) 등 다섯 개의 타격 부문에서 아메리칸 리그 2위를 차지했다. 홈런은 루스에 뒤져 2위를 기록했지만 홈런을 많이 노리는 편은 아니었으며, 오히려 단지 컨택에 집중해 고타율을 유지할 수 있었다.
1920년 시즌이 끝난 뒤인 오프 시즌에 세인트루이스 브라운스의 지미 버크 감독이 경질되면서, 구단 측은 시슬러에게 감독직을 제안했으나 시슬러 본인은 더 많은 책임이 타격에 부담으로 작용할 것이라 생각해 고사했다. 1921년 7월 24일, 시슬러는 자신의 프로 커리어에서 유일한 출장 정지 제재를 받았다. 그날 경기 4회에 땅볼을 치고 1루에서 아슬아슬하게 아웃이 되며 이닝이 끝나자, 시슬러는 그 판정을 내린 조지 힐데브랜드 심판을 밀쳤다. 이어 힐데브랜드 심판이 다음 이닝에 시슬러에게 수비에 나서지 말라고 하자, 시슬러가 그에게 주먹을 날렸다. 이러 인해 처음에는 시슬러에게 무기한 출장 정지가 내려졌지만, 우천 취소로 경기가 미뤄진 덕분에 세 경기에만 출전하지 못하다가 다시 복귀했다. 8월 13일부터 15일까지의 디트로이트 타이거스와의 3연전에서 시슬러는 10타수 연속 안타를 쳤는데 트리스 스피커가 전년도에 기록한 최다 타수 연속 안타 기록에 하나 뒤진 기록이었다. 지난해에 비해 타격에서는 성공적이지 못했지만, 18개의 3루타(하위 섕크스와 팀 동료 잭 토빈과 동률)와 35개의 도루로 두 개 부문에서 아메리칸 리그 1위를 했으며, .371의 타율로 아메리칸 리그 타율 4위에 올랐다. 수비에서는 138경기에 출장해 .993의 수비율을 보였다.
1922년 시즌, 시슬러는 타이 콥과 함께 타격왕 타이틀 경쟁을 했다. 7월 말까지만 해도 콥이 앞서고 있었으나, 8월 7일 시슬러가 다시 따라잡았는데 이때 두 선수 모두 타율 .409로 동률이었다. 한편, 소속팀 세인트루이스 브라운스도 뉴욕 양키스와 치열한 우승 경쟁을 벌이고 있었고, 9월 10일까지 양키스를 1+1⁄2 경기차로 뒤쫓고 있었다. 다음날인 9월 11일 디트로이트 타이거스와의 경기에서 시슬러는 유격수 월리 거버의 송구를 잡기 위해 오른쪽으로 쭉 뻗었는데 공이 어깨를 향했다. 이로 인해 삼각근에 부상을 입었다. 남은 시즌을 뛰지 못할 것이라 예상하는 여러 신문의 보도가 잇따랐지만, 시슬러는 전기 치료를 받고 5일 뒤인 양키스와의 시리즈에 다시 복귀했다. 당시 시슬러는 39경기 연속 안타를 기록 중이었는데, 이는 타이 콥이 1911년에 기록한 아메리칸 리그 최다 경기 연속 안타 기록에 하나 모자랐고 윌리 킬러가 1897년에 수립한 메이저 리그 기록에 다섯 개 모자랐다. 시슬러는 복귀 후 첫 두 경기에서 안타를 기록했지만, 9월 18일에 안타를 쳐내지 못했다. 이렇게 세워진 시슬러의 41경기 연속 안타 기록은 1941년 조 디마지오가 56경기 연속 안타로 이를 경신하기 전까지 아메리칸 리그 최다 경기 연속 안타로 남았다.
시슬러는 나중에 복귀를 서두르는 과정에서의 어려움을 이야기하며 다음과 같이 말했다. "팔이 심하게 망가져 1루에서 볼을 잡으려면 글러브를 낀 손을 왼손으로 들어야 했습니다. 타석에서는 한 손으로만 스윙을 하고 있었어요." 부상에서 돌아온 뒤의 타율은 .316였다. 9월 24일 필라델피아 애슬레틱스와의 경기에서는 3안타 2득점 2도루를 기록하며 팀의 7–4 승리를 이끌었다. 시즌 마지막 두 경기를 남겨둔 시점까지 소속팀 브라운스는 우승을 노리고 있었고, 9월 30일에 뉴욕 양키스가 보스턴 레드삭스를 상대로 승리하면서 리그 우승을 거머쥐었다. 이해 시즌 시슬러가 기록한 타율 .420은 20세기 아메리칸 리그와 내셔널 리그를 통틀어 냅 라조이의 타율 .426, 로저스 혼즈비의 타율 .424에 이어 세 번째로 높은 시즌 타율로 기록되었다. 또한 이번 시즌 안타(246), 득점(134), 도루(51), 3루타(18) 부문에서 아메리칸 리그 1위에 올랐다. 이러한 활약을 바탕으로 메이저 리그 베이스볼 최우수 선수상이 공식으로 수여되는 첫해에 수상자로 이름을 올렸다. 2011년, 《스포츠 일러스트레이티드》의 코스티아 케네디 기자는 많은 야구 역사가들이 시슬러의 1922년 시즌은 야구 역사상 한 선수가 단일 시즌에서 보여준 최고의 올어라운드 퍼포먼스로 평가하고 있다고 언급했다. 2000년에 《로스앤젤레스 타임스》의 짐 바레로 기자는 시슬러의 257안타 기록은 베이브 루스의 54홈런에 크게 가려져 빛을 못 보고 있다며 "물론 루스가 홈런 기록의 새 지평을 연 것은 모든 팬들과 기자들의 주목을 끌었지만, 반면 시슬러의 기록은 바깥으로 밀려났으며 청정 타자의 황금기 시절에 인정받지 못하고 방치되었는지도 모른다"고 적기도 했다.

#### 시력 문제 (1923)
시슬러는 1923년에 들어 심각한 부비동염으로 인해 복시 증상을 겪게 되었다. 이를 치료하기 위해 그해 4월 13일 수술을 받았고, 이후 안과 의사의 치료를 받았다. 5월에 이르러 시력 문제가 장기화될 조짐이 분명해졌고, 시슬러의 선수 복귀 여부 자체가 위태로워졌다. 대신 소속팀 세인트루이스 브라운스는 이해 더치 슐라이브너를 1루수로 기용했다. 그해 4월부터 시슬러는 꾸준히 홈구장 스포츠맨스 파크의 관중석에 앉아 경기를 지켜보았다. 시즌 중 투수 데이브 댄포스가 부정 투구를 했다는 이유로 밴 존슨 아메리칸 리그 회장으로부터 10경기 출장 정지 처분을 받자, 시슬러를 포함한 브라운스 구단의 선수들은 존슨 회장에게 댄포스를 다시 복귀시켜 달라고 탄원했다. 하지만 브라운스를 이끌던 리 폴 감독은 탄원서에 서명하길 거부했고 며칠 뒤에 경질되었다. 이해 말미에 시슬러의 눈 치료가 끝났고, 브라운스 구단은 1924년 그가 복귀할 수 있기를 기대했다. 1923년 시즌이 끝난 후 시슬러는 감독직 제안을 받아들이며 이에 호응했고, 예전과 같은 타격을 보여줄 수 없을지 모른다는 걱정은 시슬러의 선수 생명을 둘러싸고 있던 불확실성이 다소 해소되면서 상쇄되었다. 조 빌라 스포츠 기자가 "예리한 시선으로 보아도 시슬러는 타고난 리더다"라고 적은 것처럼, 대중들은 이러한 시슬러의 움직임에 동조했다.

#### 선수 겸 감독 (1924~1926)
시슬러는 1924년 스프링 트레이닝이 시작될 때 소속팀 브라운스로 복귀했고, 시범 경기에서 타율 .324를 기록했다. 개막전에서는 1루수로 선발 출장했다. 시슬러 본인은 나중에 회상하기를, "저는 1924년에 복귀를 예정했습니다. 저는 단지 좋은 스윙으로 공을 맞히고, 뛰어야 했습니다. 의사들은 제가 다시 뛸 수 없을 거라고 말했지만, 제가 정말로 살아있게 하는 무언가를 위해 싸울 수 있다면, 제게 필요한 건 인간으로서의 의지가 유일하다고 말한 게 전부였습니다."라고 말했다. 시슬러를 지켜본 이들은 그가 공을 보기 위해 눈을 가늘게 뜨는 모습을 보았고, 이에 시슬러 자신은 한 인터뷰에서 수비수 사이로 타구를 날리기보다 공을 맞추기 위해 예전보다 더 신경쓰고 있다고 이야기했다. 1924년 시슬러는 1920년에서 1922년 사이에 기록했던 시즌 타율보다 1할 가량이 낮은 .305의 타율을 기록했으며, 아메리칸 리그 1루수 중 가장 많은 23개의 실책을 저질렀다. 시력 문제가 생기기 전보다는 활약이 줄어들었지만, 전기 작가 훈은 시슬러가 "그가 여전히 경기를 뛸 수 있음을 증명했다"고 표현했다.

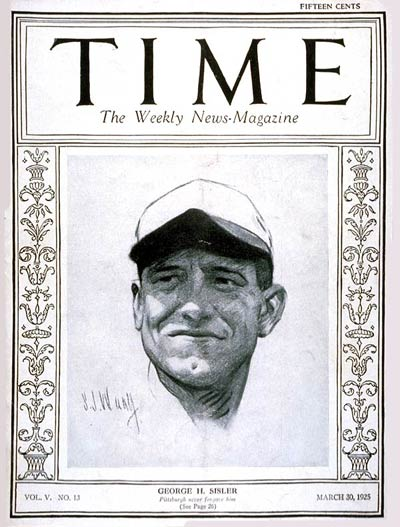
1925년 3월 30일 《타임》 표지에 실린 시슬러

구단의 감독으로서 시슬러는 팀 내 선수들에게 조언을 구했다. 켄 윌리엄스는 그를 두고 "동료 중 한 명이었지만, 리더이기도 해요."라고 말했다. 시슬러는 여타 메이저 리그 감독과는 다르게 구단 자체의 정해진 취침 시간이나 기상 시간을 두지 않았다. 선수들과 가까운 감독이라는 평가가 있었지만, 같은 해 5월 어반 샤커가 어떠한 설명도 없이 일부 경기에 결장하거나 늦게 나타난 행동에 대해 벌금을 무는 등 필요할 때에는 징계를 하기도 했다. 아메리칸 리그 8팀 중 5위에 자리했던 1923년이 지나고, 1924년 시즌 시슬러 체제 하에서 팀은 전년과 동일한 74승 48패를 기록하며 한 단계 위인 리그 4위에 올랐다.
1925년, 시슬러는 시즌 첫 34경기에서 연속 안타를 기록했다. 시즌 후반기에는 22경기 연속 안타를 기록했다. 그해 5월 10일, 베이브 루스는 시슬러를 두고 "야구 역사상 가장 위대한 복귀를 보여주고 있기에 ... 리그에서는 그가 보여준 철과 같은 용기를 위해 메달을 만들어 수여해야 합니다. 그는 야구 선수가 맞닥뜨릴 수 있는 가장 힘든 역경을 이겨내고 있어요."라고 말했다. 이해 시슬러는 105타점으로 자신의 네 번째이자 마지막 100타점 시즌을 만들어냈으며, .345의 타율을 기록했다. 이러한 기록들은 명예의 전당에 헌액된 다른 많은 선수들이 도달할 수 있었던 기록들보다 훨씬 인상적인 기록임에 틀림 없었지만, 시슬러 자신은 나중에 말하길 "오, 저는 제가 1925년에 .345의 타율에 228개의 안타[실제로는 224안타]를 기록한 사실을 알고 있지만, 저는 전혀 만족하지 못했어요. 저 스스로 정말 좋은 타격이라고 부를 수 있는 종류의 것이 아니었어요."라고 했다. 한편 7월 30일에 5할 미만의 승률로 하락한 세인트루이스 브라운스는 아메리칸 리그 우승 경쟁과는 멀어졌음에도 82승 71패로 시즌을 마치면서 리그 3위에 다다랐다.
1926년, 선수들의 연달은 부상에 신음하던 세인트루이스 브라운스는 개막 5연패를 하는 동시에 5월 원정 19경기 중 16경기를 내주었다. 시즌 초반인 5월부터 시슬러의 감독직 유지가 위태로울 수 있다는 언급이 여러 차례 나왔고, 6월 1일 스포츠기자 J. 로이 스톡턴은 브라운스 선수단이 "그의 친절함을 악용했다"면서 팀의 어려움은 시슬러의 안이한 태도 때문이라고 비난했다. 이러한 팀의 부진과 더불어, 시슬러의 타점 생산 능력도 떨어졌다. 또한 8월에는 첫 7경기에서 타율 .038, 17타수 무안타라는 극도의 부진에 빠졌다. 이해 시즌 성적은 150경기 출전, 7홈런 71타점이었다. 시즌 타율은 .290을 기록하며 루키 시즌이었던 1915년에 기록한 타율 .285 이후 가장 저조했다. 소속팀 브라운스는 62승 92패로 7위로 시즌을 마무리했고, 승률은 .403로 1916년 시즌 이후 가장 낮았다. 시슬러는 1926년 시즌이 끝나고 감독직에서 물러났지만, 1루수로서의 직책은 유지했다.

#### 브라운스에서의 마지막 시즌 (1927)
1927년, 시슬러는 시즌 초반 4할의 타율을 기록했다. 5월 3일에는 3안타와 함께 홈스틸을 기록하며 클리블랜드 인디언스를 상대로 한 13–3 승리를 도왔다. 8월 중 세인트루이스의 스포츠기자 존 E. 레이는 "루 게릭의 놀라운 활약이 없었다면, 시슬러[타율 .340]는 최고의 1루수를 뽑는 경쟁에서 진작 승리했을 것이다"고 적기도 했다. 수비에 있어서는 24개의 실책으로 다시금 아메리칸 리그 1루수 중 가장 많은 실책을 기록했다. 그렇지만 .327의 타율에 201안타, 5홈런, 97타점의 호성적을 기록했으며, 특히 27도루로 개인 통산 네 번째 아메리칸 리그 도루 1위를 차지했다.
세인트루이스 브라운스는 1927년 다시금 승보다 패가 많은 시즌을 보내야 했으며, 이미 7월 26일에 필 볼 구단주는 재정이 부족한 구단의 상황을 이유로 팀의 스타 선수를 트레이드하게 될 것이라고 이야기하기도 했다. 12월 14일, 시슬러는 25,000달러에 워싱턴 세너터스로 현금 트레이드되었다.

### 워싱턴 세너터스
워싱턴 세너터스의 1루수 적임자는 시슬러로 정해진 것이 아니었고, 세너터스는 전년도 3할 이상의 타율을 기록한 조 저지라는 옵션 또한 갖고 있었다. 스프링 트레이닝에서 시슬러는 .363의 타율을 기록하며 타율이 .205에 머무른 저지를 앞섰지만, 시슬러의 기동성은 약해진 상태였고 저지가 주전을 꿰찼다. 시즌 첫 28경기에서 시슬러는 단지 두 경기에서만 선발로 나섰지만, 이후 5월 19일부터 25일까지 1루수 또는 좌익수로서 7경기 연속으로 선발로 나섰는데 이는 다른 팀들이 그를 영입하는데 있어 관심을 끌게 하기 위함이었다. 5월 27일, 워싱턴 세너터스는 7,500달러에 시슬러의 계약을 보스턴 브레이브스에 팔았다. 시슬러는 워싱턴 소속으로 20경기에 출전해 타율 .245, 2타점, 도루 0개만을 기록했을 뿐이었다.

### 보스턴 브레이브스
오랜 기간 내셔널 리그의 세인트루이스 카디널스에서 뛰며 스포츠맨스 파크의 스타로 자리매김했던 로저스 혼즈비는 보스턴 브레이브스의 감독이 되어 있었다. 시슬러 영입에 앞장선 혼즈비 감독은 베테랑인 그를 보스턴의 1루수로 낙점했다. 5월 29일, 브레이브스 필드에서 기립 박수를 받으며 보스턴 소속으로 첫 경기에 나선 시슬러는 나쁘지 않은 주력으로 내야 안타를 만들어냈다. 이틀 후에는 야구장을 지나던 버스의 창문으로 튀어 오르는 홈런 타구를 날려 보냈다. 7월에는 세인트루이스 카디널스와의 시리즈를 위해 스포츠맨스 파크로 돌아왔는데, 7월 7일 경기 시작 전에 꽃바구니와 은 찻잔 한 세트, 빅터 J. 밀러 세인트루이스 시장의 편지를 수여받기도 했다. 이해 시즌 보스턴 소속으로 모두 118경기에 출전해 4홈런과 68타점을 비롯해 1루수로서 0.988의 수비율을 기록했다. 또한 시즌 타율 .340으로 리(厘)까지 타율이 동일한 베이브 허먼보다 소폭 앞서 내셔널 리그 타율 4위에 이름을 올렸다.
1929년에는 5월 5일까지 타율이 .222에 그치며 시즌 초반 페이스가 더뎠지만, 5월에는 4할을 기록했다. 8월에는 피츠버그와 시카고를 상대로 3안타 경기를 만들어냈다. 이해 모두 154경기에 출전해 타율 .326과 함께 통산 여섯 번째 200안타 시즌(안타 205개)을 만들어냈으며, 브레이브스 팀 내에서도 9개의 공격 부문에서 1위의 성적을 기록했다.
한 팀에서 3년차 시즌을 보낸 게 두 번째가 되는 1930년, 브레이브스 구단은 시슬러보다 여덟 살 어리고 빠른 발을 가진 조니 눈에게 1루수 기회를 주고자 했고, 이로 인해 시슬러의 주전 자리는 위협받았다. 보스턴 브레이브스의 첫 19경기에서 시슬러는 한 경기도 선발 출전하지 못했지만, 이후 팀이 7연패를 당하면서 5월 1일부터 다시 주전 1루수로 돌아갔다. 시즌 중 3할 이상의 타율을 기록했지만 9월 들어 다리 부상 등으로 눈에게 다시 1루수 역할을 넘겨주어야 했다. 9월 22일에 보스턴 브레이브스 소속으로 마지막 경기를 뛰었는데, 대타로 나서 무안타에 그쳤고 팀은 컵스에 6–2로 패했다. 시즌 최종 기록은 116경기에서 타율 .309, 133안타, 3홈런, 67타점이었다. 도루는 7차례밖에 기록하지 못했는데 이는 시슬러가 예전과 같은 스피드를 보여줄 수 없다는 증거이기도 했다. 그해 12월 13일, 보스턴 구단은 그를 방출했다.

### 마이너 리그
메이저 리그의 어떤 팀과도 계약하지 못한 1931년, 시슬러는 마이너 리그 팀인 인터내셔널 리그의 로체스터 레드윙스에 합류했다. 그해 9월 10일, 더블헤더 두 번째 경기에서 시슬러는 로체스터의 리그 우승을 결정짓는 9회말 끝내기 홈런을 쳐냈다. 이해 159경기에 출전해 타율 .303를 기록했고, 613타수 중에 삼진을 17번밖에 당하지 않았다.
1932년에는 텍사스 리그 슈리브포트 스포츠에서 선수 겸 감독 역할을 했다. 그해 5월 4일에 화재로 경기장이 소실되면서 팀 텍사스주 타일러로 연고지를 옮겼다. 이해 78경기에 출전해 .287의 타율을 기록했으며, 시즌 중에 38경기 연속 무삼진 기록을 세우기도 했다. 하지만 소속팀은 부진했다. 시슬러는 시즌 중 쉬운 팝플라이 타구를 놓친 뒤로 감독직에서 물러났고 선수로서도 은퇴를 결정지었다.

## 통산 기록

### 선수 기록
시슬러는 15년간의 메이저 리그 커리어에서 .340의 통산 타율을 기록했으며, 통산 375도루를 기록했다. 200안타 이상 기록한 시즌이 6번이었다. 3할 이상의 타율을 기록한 시즌이 13번이었으며, 그중 4할 이상 기록한 시즌이 2번 있었다. 1926년이 시슬러가 풀타임을 뛰면서 유일하게 3할 미만의 타율을 기록한 시즌이었다. 1916년부터 1922년까지 매해 25도루 이상을 기록했으며, 1922년에 자신의 시즌 최다인 51도루를 기록했고 아메리칸 리그 도루 부문 1위를 네 차례 차지했다. 이외에도 메이저 리그 커리어를 통들어 6안타 경기 1번, 5안타 경기 4번, 4안타 경기 60번 기록했다. 1922년에는 41경기 연속안타를 기록했고, 1925년에는 34경기 연속안타를 기록했다. 시슬러가 메이저 리그에서 가장 오래 몸담았던 세인트루이스 브라운스가 1954년 볼티모어로 연고지를 옮겨 볼티모어 오리올스가 된 이후에도, 시슬러는 구단 역사상 통산 최다 3루타(145개) 기록과 최다 도루(351개) 기록을 보유하고 있다. 또한 구단 역사상 단일 시즌 최고 타율(1922년 .420), 출루율(1922년 .467), 안타(1920년 257개), OPS(1920년 1.082), 루타수(1920년 399루타) 기록 또한 여전히 갖고 있다. 투수로도 24번 출전해 통산 5승 6패, 2.35의 평균자책점을 기록하고 있기도 하다.

#### 타자 기록
| 연 도      | 소 속                        | 경 기                        | 타 석                        | 타 수                        | 득 점                        | 안 타                        | 2 루 타                      | 3 루 타                      | 홈 런                        | 루 타                        | 타 점                        | 도 루                        | 도 루 자                     | 희 생 번                     | 희 생 플                     | 볼 넷                        | 고 4                         | 사 구                        | 삼 진                        | 병 살 타                     | 타 율                        | 출 루 율                     | 장 타 율                     | O P S                        |
| ---------- | ---------------------------- | ---------------------------- | ---------------------------- | ---------------------------- | ---------------------------- | ---------------------------- | ---------------------------- | ---------------------------- | ---------------------------- | ---------------------------- | ---------------------------- | ---------------------------- | ---------------------------- | ---------------------------- | ---------------------------- | ---------------------------- | ---------------------------- | ---------------------------- | ---------------------------- | ---------------------------- | ---------------------------- | ---------------------------- | ---------------------------- | ---------------------------- |
| 1915년     | SLB                          | 81                           | 295                          | 274                          | 28                           | 78                           | 10                           | 2                            | 3                            | 101                          | 29                           | 10                           | 9                            | 12                           |                              | 7                            |                              | 2                            | 27                           |                              | .285                         | .307                         | .369                         | .676                         |
| 1916년     | SLB                          | 151                          | 644                          | 580                          | 83                           | 177                          | 21                           | 11                           | 4                            | 232                          | 76                           | 34                           | 26                           | 19                           |                              | 40                           |                              | 5                            | 37                           |                              | .305                         | .355                         | .400                         | .755                         |
| 1917년     | SLB                          | 135                          | 587                          | 539                          | 60                           | 190                          | 30                           | 9                            | 2                            | 244                          | 52                           | 37                           |                              | 15                           |                              | 30                           |                              | 3                            | 19                           |                              | .353                         | .390                         | .453                         | .843                         |
| 1918년     | SLB                          | 114                          | 506                          | 452                          | 69                           | 154                          | 21                           | 9                            | 2                            | 199                          | 41                           | 45                           |                              | 9                            |                              | 40                           |                              | 5                            | 17                           |                              | .341                         | .400                         | .440                         | .841                         |
| 1919년     | SLB                          | 132                          | 561                          | 511                          | 96                           | 180                          | 31                           | 15                           | 10                           | 271                          | 83                           | 28                           |                              | 18                           |                              | 27                           |                              | 5                            | 20                           |                              | .352                         | .390                         | .530                         | .921                         |
| 1920년     | SLB                          | 154                          | 692                          | 631                          | 137                          | 257                          | 49                           | 18                           | 19                           | 399                          | 122                          | 42                           | 17                           | 13                           |                              | 46                           |                              | 2                            | 19                           |                              | .407                         | .449                         | .632                         | 1.082                        |
| 1921년     | SLB                          | 138                          | 635                          | 582                          | 125                          | 216                          | 38                           | 18                           | 12                           | 326                          | 104                          | 35                           | 11                           | 14                           |                              | 34                           |                              | 5                            | 27                           |                              | .371                         | .411                         | .560                         | .971                         |
| 1922년     | SLB                          | 142                          | 655                          | 586                          | 134                          | 246                          | 42                           | 18                           | 8                            | 348                          | 105                          | 51                           | 19                           | 16                           |                              | 49                           |                              | 3                            | 14                           |                              | .420                         | .467                         | .594                         | 1.061                        |
| 1923년     | 메이저 리그 기록 없음 (질병) | 메이저 리그 기록 없음 (질병) | 메이저 리그 기록 없음 (질병) | 메이저 리그 기록 없음 (질병) | 메이저 리그 기록 없음 (질병) | 메이저 리그 기록 없음 (질병) | 메이저 리그 기록 없음 (질병) | 메이저 리그 기록 없음 (질병) | 메이저 리그 기록 없음 (질병) | 메이저 리그 기록 없음 (질병) | 메이저 리그 기록 없음 (질병) | 메이저 리그 기록 없음 (질병) | 메이저 리그 기록 없음 (질병) | 메이저 리그 기록 없음 (질병) | 메이저 리그 기록 없음 (질병) | 메이저 리그 기록 없음 (질병) | 메이저 리그 기록 없음 (질병) | 메이저 리그 기록 없음 (질병) | 메이저 리그 기록 없음 (질병) | 메이저 리그 기록 없음 (질병) | 메이저 리그 기록 없음 (질병) | 메이저 리그 기록 없음 (질병) | 메이저 리그 기록 없음 (질병) | 메이저 리그 기록 없음 (질병) |
| 1924년     | SLB                          | 151                          | 685                          | 636                          | 94                           | 194                          | 27                           | 10                           | 9                            | 268                          | 74                           | 19                           | 17                           | 14                           |                              | 31                           | 1                            | 3                            | 29                           |                              | .305                         | .340                         | .421                         | .762                         |
| 1925년     | SLB                          | 150                          | 689                          | 649                          | 100                          | 224                          | 21                           | 15                           | 12                           | 311                          | 105                          | 11                           | 12                           | 12                           |                              | 27                           | 0                            | 0                            | 24                           |                              | .345                         | .371                         | .479                         | .851                         |
| 1926년     | SLB                          | 150                          | 663                          | 613                          | 78                           | 178                          | 21                           | 12                           | 7                            | 244                          | 74                           | 12                           | 8                            | 16                           |                              | 30                           | 2                            | 3                            | 30                           |                              | .290                         | .327                         | .398                         | .725                         |
| 1927년     | SLB                          | 149                          | 662                          | 614                          | 87                           | 201                          | 32                           | 8                            | 5                            | 264                          | 97                           | 27                           | 8                            | 19                           |                              | 24                           | 1                            | 4                            | 15                           |                              | .327                         | .357                         | .430                         | .787                         |
| 1928년     | WSH                          | 20                           | 51                           | 49                           | 1                            | 12                           | 1                            | 0                            | 0                            | 13                           | 2                            | 0                            | 1                            | 1                            |                              | 1                            | 0                            | 0                            | 2                            |                              | .245                         | .260                         | .265                         | .525                         |
| 1928년     | BSB                          | 118                          | 537                          | 491                          | 71                           | 167                          | 26                           | 4                            | 4                            | 213                          | 68                           | 11                           | 10                           | 14                           |                              | 30                           | 0                            | 2                            | 15                           |                              | .340                         | .380                         | .434                         | .814                         |
| '28년 합계 | BSB                          | 138                          | 588                          | 540                          | 72                           | 179                          | 27                           | 4                            | 4                            | 226                          | 70                           | 11                           | 11                           | 15                           |                              | 31                           | 0                            | 2                            | 17                           |                              | .331                         | .370                         | .419                         | .789                         |
| 1929년     | BSB                          | 154                          | 686                          | 629                          | 67                           | 205                          | 40                           | 8                            | 2                            | 267                          | 79                           | 6                            | 7                            | 20                           |                              | 33                           | 0                            | 4                            | 17                           |                              | .326                         | .363                         | .424                         | .788                         |
| 1930년     | BSB                          | 116                          | 470                          | 431                          | 54                           | 133                          | 15                           | 7                            | 3                            | 171                          | 67                           | 7                            | 4                            | 14                           |                              | 23                           | 0                            | 2                            | 15                           |                              | .309                         | .346                         | .397                         | .743                         |
| 통산: 15년 | 통산: 15년                   | 2055                         | 9018                         | 8267                         | 1284                         | 2812                         | 425                          | 164                          | 102                          | 3871                         | 1178                         | 375                          | 149                          | 226                          |                              | 472                          | 4                            | 48                           | 327                          |                              | .340                         | .379                         | .468                         | .847                         |

- 굵은 글씨는 시즌 최고 성적.

#### 투수 기록
| 연 도     | 소 속                        | 등 판                        | 선 발                        | 완 투                        | 완 봉                        | 무 4 구                      | 승 리                        | 패 전                        | 세 이 브                     | 홀 드                        | 승 률                        | 타 자                        | 이 닝                        | 피 안 타                     | 피 홈 런                     | 볼 넷                        | 고 4                         | 몸 맞                        | 탈 삼 진                     | 폭 투                        | 보 크                        | 실 점                        | 자 책 점                     | 평 자 책                     | W H I P                      |
| --------- | ---------------------------- | ---------------------------- | ---------------------------- | ---------------------------- | ---------------------------- | ---------------------------- | ---------------------------- | ---------------------------- | ---------------------------- | ---------------------------- | ---------------------------- | ---------------------------- | ---------------------------- | ---------------------------- | ---------------------------- | ---------------------------- | ---------------------------- | ---------------------------- | ---------------------------- | ---------------------------- | ---------------------------- | ---------------------------- | ---------------------------- | ---------------------------- | ---------------------------- |
| 1915년    | SLB                          | 15                           | 8                            | 6                            | 0                            |                              | 4                            | 4                            | 0                            |                              | .500                         | 293                          | 70.0                         | 62                           | 0                            | 38                           |                              | 4                            | 41                           | 1                            | 1                            | 26                           | 22                           | 2.83                         | 1.429                        |
| 1916년    | SLB                          | 3                            | 3                            | 3                            | 1                            |                              | 1                            | 2                            | 0                            |                              | .333                         | 98                           | 27.0                         | 18                           | 0                            | 6                            |                              | 1                            | 12                           | 0                            | 0                            | 4                            | 3                            | 1.00                         | 0.889                        |
| 1918년    | SLB                          | 2                            | 1                            | 0                            | 0                            |                              | 0                            | 0                            | 1                            |                              |                              | 41                           | 8.0                          | 10                           | 0                            | 4                            |                              | 1                            | 4                            | 1                            | 0                            | 6                            | 4                            | 4.50                         | 1.750                        |
| 1920년    | SLB                          | 1                            | 0                            | 0                            | 0                            |                              | 0                            | 0                            | 1                            |                              |                              | 4                            | 1.0                          | 0                            | 0                            | 0                            |                              | 0                            | 2                            | 0                            | 0                            | 0                            | 0                            | 0.00                         | 0.000                        |
| 1923년    | 메이저 리그 기록 없음 (질병) | 메이저 리그 기록 없음 (질병) | 메이저 리그 기록 없음 (질병) | 메이저 리그 기록 없음 (질병) | 메이저 리그 기록 없음 (질병) | 메이저 리그 기록 없음 (질병) | 메이저 리그 기록 없음 (질병) | 메이저 리그 기록 없음 (질병) | 메이저 리그 기록 없음 (질병) | 메이저 리그 기록 없음 (질병) | 메이저 리그 기록 없음 (질병) | 메이저 리그 기록 없음 (질병) | 메이저 리그 기록 없음 (질병) | 메이저 리그 기록 없음 (질병) | 메이저 리그 기록 없음 (질병) | 메이저 리그 기록 없음 (질병) | 메이저 리그 기록 없음 (질병) | 메이저 리그 기록 없음 (질병) | 메이저 리그 기록 없음 (질병) | 메이저 리그 기록 없음 (질병) | 메이저 리그 기록 없음 (질병) | 메이저 리그 기록 없음 (질병) | 메이저 리그 기록 없음 (질병) | 메이저 리그 기록 없음 (질병) | 메이저 리그 기록 없음 (질병) |
| 1925년    | SLB                          | 1                            | 0                            | 0                            | 0                            |                              | 0                            | 0                            | 0                            |                              |                              | 7                            | 2.0                          | 1                            | 0                            | 1                            |                              | 0                            | 1                            | 0                            | 0                            | 0                            | 0                            | 0.00                         | 1.000                        |
| 1926년    | SLB                          | 1                            | 0                            | 0                            | 0                            |                              | 0                            | 0                            | 1                            |                              |                              | 7                            | 2.0                          | 0                            | 0                            | 2                            |                              | 0                            | 3                            | 0                            | 0                            | 0                            | 0                            | 0.00                         | 1.000                        |
| 1928년    | BSB                          | 1                            | 0                            | 0                            | 0                            |                              | 0                            | 0                            | 0                            |                              |                              | 3                            | 1.0                          | 0                            | 0                            | 1                            | 0                            | 0                            | 0                            | 0                            | 0                            | 0                            | 0                            | 0.00                         | 1.000                        |
| 통산: 7년 | 통산: 7년                    | 24                           | 12                           | 9                            | 1                            |                              | 5                            | 6                            | 3                            |                              | .455                         | 453                          | 111.0                        | 91                           | 0                            | 52                           | 0                            | 6                            | 63                           | 2                            | 1                            | 36                           | 29                           | 2.35                         | 1.288                        |

### 감독 기록
| 소속팀 | 연도 | 정규 시 | 정규 시 | 정규 시 | 정규 시 | 정규 시 | 포스트시즌 | 포스트시즌 | 포스트시즌 | 포스트시즌 |
| 소속팀 | 연도 | 경기수  | 승      | 패      | 승률    | 결과    | 승         | 패         | 승률       | 결과       |
| ------ | ---- | ------- | ------- | ------- | ------- | ------- | ---------- | ---------- | ---------- | ---------- |
| SLB    | 1924 | 152     | 74      | 78      | .487    | AL 4위  | –          | –          | –          | –          |
| SLB    | 1925 | 153     | 82      | 71      | .536    | AL 3위  | –          | –          | –          | –          |
| SLB    | 1926 | 154     | 62      | 92      | .403    | AL 7위  | –          | –          | –          | –          |
| 합계   | 합계 | 459     | 218     | 241     | .475    |         | 0          | 0          | –          |            |

## 평가

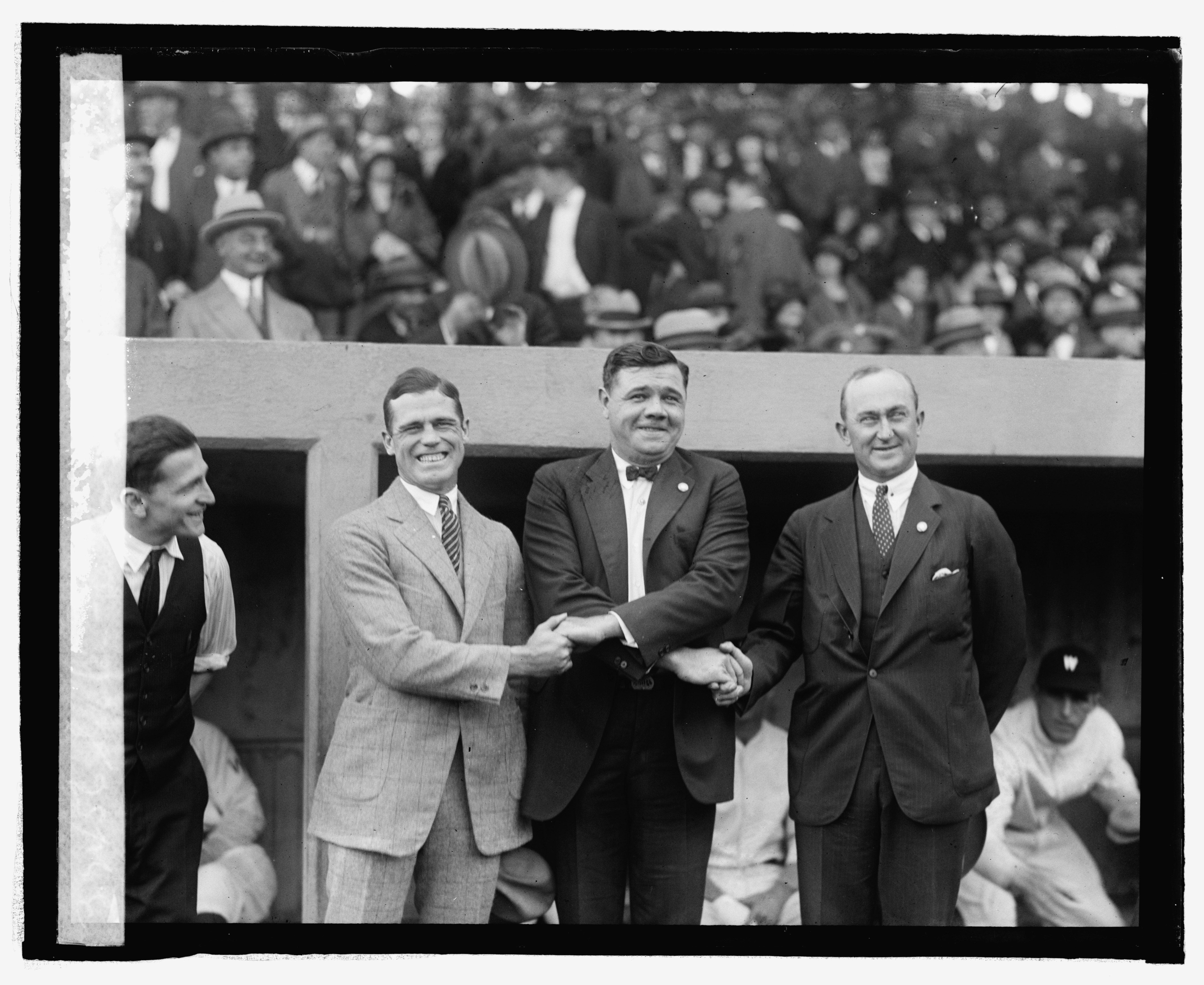
시슬러(왼쪽)와 루스(중간), 콥(오른쪽)이 서로 손을 맞잡고 있는 모습

시슬러는 1939년 미국 야구 명예의 전당에 헌액되었다. 명예의 전당의 헌액자를 선정하는 투표는 1936년부터 시작되었지만, 실제로는 명예의 전당이 1939년 6월에 문을 열면서 시슬러는 명예의 전당에 최초로 헌액되는 선수 명단에 포함되는 영광을 안았다. 시슬러는 이에 대해 "은퇴한 선수가 받을 수 있는 가장 큰 영광이고, 글러브를 놓게 된 지 몇 년이 지난 후에도 여전히 커리어가 기억된다는 사실을 알기에 만족스럽습니다."고 말했다.
시슬러는 전성기 시절에 자신의 타구 방향을 통제하려고 애썼는데, 좌측 혹은 우측으로 타구를 날리기 위하여 양발을 땅에 딛고 스윙을 했다. 선수 시절 야구계에서 가장 빠른 발을 지니고 있던 선수 중 한 명이었던 시슬러는 30개 이상의 도루를 성공한 시즌이 6번이었고, 도루 부문 리그 1위를 차지한 적도 4시즌이나 되었다. 또한 루스처럼 파워 히터가 아니었지만 높은 타율을 유지했다. 통산 타율은 .340를 마크했으며, 아메리칸 리그 선수들 중에 콥과 함께 4할 이상의 타율을 두 차례 기록한 유일한 선수였다. 커리어의 정점에 이르렀을 시기에는 수비력이 할 체이스에 비견되었는데, 체이스는 도박에 손대 제명되기는 했지만 과거 최고의 수비력을 갖춘 선수로 평가를 받았다. 미국야구연구협회(SABR)의 빌 램버티는 시슬러를 두고 "틀림없이 20세기 최초의 위대한 1루수"라고 언급하기도 했다. 하지만 시력 문제로 어려움을 겪은 뒤에는 여러 시즌 1루수 리그 최다 실책을 저지르는 불명예를 얻기도 했다. 대학 시절 훌륭한 투수이기도 했던 시슬러는 메이저 리그에서는 24경기(12선발)에서만 투수로 나서는 등 거의 마운드에 오르지 않았지만, 통산 111이닝 동안 2.35의 준수한 평균자책점을 기록했다. 또한 후일 명예의 전당에 헌액되는 워싱턴 세너터스의 월터 존슨과 완투 맞대결을 벌여 두 차례 승리를 거두기도 했다. 리키는 시슬러를 두고 "세상에서 가장 똑똑한 타자였어요. 손에 배트를 쥔 프로페셔널이었죠. 생각하기를 멈추지 않았고 ... 필드 위에서 우아함과 능수능란함의 정점을 보여주었죠."라고 말했다.
시슬러는 선수 시절 당대의 최정상급 선수인 콥, 루스, 트리스 스피커 등과 자주 비교되었다. 램버티에 따르면, 당시 한 기자는 시슬러가 "콥과 같은 타입의 훌륭한 능력을 갖고 있습니다. 빠르고, 화려하고, 감각적이며, 타고난 타자만큼이나 빠르지는 않지만, 발 속도가 빠르고, 더 나은 야수이며, 콥 자신이 부러워할 만한 다재다능함을 타고났어요."라고 평가하기도 했다. 레이는 1920년 시슬러와 루스에서 경기에서 마주치기 전에 둘을 비교하며 "루스는 타격[홈런]의 화려한 속성 덕분에 세상 앞에 굉장히 매력적인 존재로 보여진다"고 이야기하면서도, "그[시슬러]가 쌓아온 노력은 다른 경쟁자의 노력을 능가할 것"이라고 결론지었다. 명예의 전당에 헌액된 투수 크리스티 매슈슨은 1922년에 시슬러가 루스보다 훨씬 겸손하다는 사실을 상기시키며 "루스만큼 가치 있고 일부 사람들은 그보다 더 가치있다고 생각한다"고 이야기하기도 했다. 플로이드 벨 기자는 시슬러에 대해 "수수하고 부끄러움이 많고, 이기주의와는 거리가 멀고 얼굴을 붉히는 신인과 같으며 ... 시슬러 자신에게로 대화를 옮기면 그는 곧 입을 다문 조개가 됩니다."라고 그의 성격을 묘사했다.
1999년, 《스포팅 뉴스》에서는 '100명의 위대한 야구 선수'를 선정하며 시슬러를 33위에 올렸다. 세인트루이스에 있는 부시 스타디움의 바깥에는 시슬러의 동상이 세워져 있고, 세인트루이스 명예의 거리에도 별 모양의 동판으로 헌정되어 있다. 세인트루이스에서 치러진 2009년 올스타전 중에, 시슬러의 안타 기록을 경신했던 스즈키 이치로는 시슬러의 묘지에 방문했다. 플로리다주 타폰스프링스에서는 과거 세인트루이스 브라운스의 스프링 트레이닝 홈구장을 '시슬러 필드'라고 명명했고, 현재 이 구장은 현지의 여러 야구팀이 사용하고 있다.

## 이후의 삶
1933년, 시슬러는 찰스 넬슨과 함께 세인트루이스에서 스포츠 용품점인 시슬러-넬슨 스포팅 굿즈 컴퍼니를 개업했다. 같은 해에 둘은 아메리칸 소프트볼 어소시에이션을 설립하고, 소프트볼에 대한 관심을 증진시키기 위해 세인트루이스 주변에 야간 조명을 갖춘 소프트볼 구장 여러 개를 지었다. 이외에도 시슬러는 세 번의 겨울 동안 아칸소주 핫스프링스에 있는 레이 도안 야구 학교에 혼즈비와 함께 인스트럭터로 일했다. 1936년과 1937년에는 라디오 방송국 KWK에서 세인트루이스 브라운스와 카디널스의 홈 경기를 중계하는 스포츠 해설가로 일했다. 1938년에는 호너스 와그너를 대신해 내셔널 베이스볼 콩그레스의 커미셔너가 되어 몇 년간 그 직을 수행했다. 1940년에는 자신의 스포츠 용품점의 지분을 팔아 이윤을 얻었다.
1942년 12월에는 메이저 리그 구단으로 복귀에 일하기 시작했는데, 당시 브루클린 다저스의 리키 단장이 시슬러를 그 팀의 특임 스카우트로 고용했다. 시슬러는 자신의 친정팀의 스프링 트레이닝에도 합류해 주로 미주리주와 그 이웃 주에 있는 고등학교, 대학교, 세미프로 수준의 선수들을 스카우트했고, 특정 선수들을 관찰하기 위해 다른 곳으로 파견되기도 했다. 시슬러는 리키 단장이 흑인 선수들을 주시하는 임무를 맡긴 스카우팅 부서의 일원이었는데, 정작 그 부서의 스카우트들은 메이저 리그와는 구별되고 흑인으로만 구성된 야구팀에서 뛸 선수들을 찾는다고 여겼다. 1945년에 캔자스시티 모나크스의 플레이를 관찰한 후, 시슬러는 재키 로빈슨이 스타 2루수가 될 잠재력이 있다고 판단하면서도, 유격수로 뛸만한 어깨를 갖고 있는지에 대해서는 우려했다. 그해 10월 23일 리키 단장은 로빈슨과 계약을 맺었는데, 로빈슨은 후일 인종 장벽을 깨뜨리고 명예의 전당에 헌액되는 대선수가 되었다. 1947년, 시슬러는 브루클린으로 근무지를 다시 배치받아 다저스의 유망주들을 평가하고, 감독과 코치들을 경기 전후에 만나고, 경기 중에 상대 타자들을 관찰해 다저스의 포수들을 돕는 일을 했다. 1949년 스프링 트레이닝에서 로빈슨은 타석에서 더 나은 모습을 보여주기 위해 시슬러와 협업했다. 로빈슨은 나중에 당시를 회상하며, "시슬러는 제게 달리기를 멈추는 법, 타격의 마지막 순간까지 저의 스윙을 점검하는 법, [그리고] 발을 움직여 유측으로 타구를 보내는 방법 등을 보여주었습니다. 저는 그에게 감사한 마음을 거두지 못할 겁니다."라고 말했다. 시슬러와 리키는 후일 명예의 전당에 헌액되는 듀크 스나이더와 함께 어린 다저스 선수들이 정확한 스트라이크 존을 설정하는 법을 가르치기도 했다. 그 이외에 시슬러가 지도하거나 도움을 주었던 타자로는 칼 푸릴로, 길 호지스 등이 있다. 1951년, 시슬러는 향후 스타 투수가 되는 조니 포드리스와 계약을 맺었다.
1950년 내셔널 리그 페넌트 레이스에서 브루클린 다저스가 근소한 경기차로 필라델피아 필리스에 우승을 내주자, 리키는 단장직에서 경질되었다. 이후 리키는 피츠버그 파이리츠의 단장을 맡게 되면서, 시슬러를 스카우팅 슈퍼바이저로 고용해 피츠버그 100마일 반경 안에 있는 유망주를 탐색하는 일을 맡겼다. 이후 1955년 조 L. 브라운 신임 단장이 시슬러가 그 보직에서 내려오게 했지만 스카우트로서는 계속 근무하도록 했다. 정규 시즌이 끝나면 시슬러를 비롯한 다른 코치들은 포스트 시즌 마이너 리그 학교에서 우수한 유망주들을 지도했다. 어느 날은 클라이드 수크포스의 제보를 받고, 몬트리올로 가서 로베르토 클레멘테의 플레이를 지켜보고는 리키에게 명예의 전당에 들어갈 만한 잠재력이 있어 계약해야 한다고 보고하기도 했다. 브루클린에서 했던 것처럼 시슬러는 소속팀의 선수들의 타격에 도움을 주곤 했다. 메이저 리그에서 16시즌을 보내며 통산 286홈런을 쳐낸 프랭크 토머스는 "그는 ... 제가 공에서 눈을 떼고 있다고 말하더군요. 그는 제가 공을 더 잘 볼 수 있도록 타석에 들어서게 했습니다. 그는 공이 투구된 위치에 알맞게 타격하라고 말했어요. 당겨치지 말라고 경고했어요."라고 회상하기도 했다. 1960년 내셔널 리그 MVP 수상자인 딕 그로트는 "시슬러는 우리에게 속구에 준비가 된 동시에 커브에 스윙을 대처할 수 있게 가르쳐요. 커브를 노리고 있는데 속구가 오면, 절대 치지 못할 거예요. 하지만 커브볼을 타격하기 위해서는 스윙 스피드를 줄일 수 있죠."라고 말했다. 1961년, 시슬러는 클레멘테가 더 무거운 방망이를 쓰도록 했다. 그해 시즌 클레멘테는 리그 타격왕 타이틀을 차지했다.
1963년, 파이리츠 구단은 시슬러가 세인트루이스 지역에서 내셔널 리그 선수들을 탐색하는 스카우트로 일하도록 보직을 다시 변경시켰다. 이에 더해서 시슬러는 스프링 트레이닝 기간에 선수들을 지도하거나 애리조나주 챈들러에서 가을 교육 리그 팀을 코치하기도 했다. 윌리 스타젤은 이 팀을 거친 바 있다.
시슬러는 세인트루이스에 있는 세인트 메리 병원에서 8일을 보낸 후인 1973년 3월 26일에 미주리주 리치먼드하이츠에서 심장 질환으로 악화된 신부전으로 인해 숨을 거두었다. 사망한 때가 80세 생일을 지나고 불과 이틀이 더 지난 시점이었다. 며칠 뒤 장례식이 거행되었고, 화장된 유해는 데스 페레스 장로교회 묘지에 안치되었다.

## 사생활
시슬러는 1913년에 캐슬린 샬럿 홀츠네겔(Kathleen Charlotte Holznagle)을 만났고, 둘은 미시간 대학교의 사교 클럽에서 활동했다. 둘은 1916년 10월 21일에 결혼했다. 시슬러는 술이나 담배를 하지 않았고, 욕설도 자제했다. 시슬러는 메이저 리그 커리어 초반기에 장로교회에 출석했다. 그러던 중 1923년에 시력 문제를 겪을 당시 브라운스의 공동 소유자였던 워터 프리치가 크리스천 사이언스에 관심을 가지길 제안했다. 곧 크리스천 사이언스에 독실한 믿음을 가지게 된 시슬러는 선수로 복귀한 해인 1924년, 스프링 트레이닝에 그의 영적 조언자인 존 랜들 던 박사와 함께 동행했다. 시슬러는 1934년 '타격의 요령'(The Knack of Batting)이라는 팸플릿과 1954년 책 《Sisler on Baseball: A Manual for Players and Coaches》에서 타격에 관해 논했고, 1969년에 스포츠 캐스터 레드 바버는 그 책을 두고 "여전히 타격에 관해 완벽한 책"이라고 이야기하기도 했다.
조지 시슬러의 아들인 딕 시슬러와 데이브 시슬러 역시 1950년대 메이저 리그 선수로 뛰었다. 조지가 브루클린 다저스 스카우트로 일하던 1950년, 필라델피아 필리스 소속이던 아들 딕이 다저스를 상대로 경기를 승리로 이끄는 결승 홈런을 때려냈고, 이로 인해 필리스는 2위 다저스를 물리치고 페넌트 우승을 확정지었다. 이 경기 후 자신의 아들이 홈런을 쳤을 때의 심정을 묻는 질문에 조지는 "기분이 끔찍하면서 동시에 아주 좋았어요."라고 답했다. 또 다른 아들인 조지 시슬러 주니어는 마이너 리그의 경영진이자 인터내셔널 리그의 회장을 역임했다. 시슬러 부부에게는 프란시스(Frances)라는 이름의 딸도 있었다.

### 내용주
1. ↑  본세터(bonesetter)는 접골사를 의미하는 단어이다.
2. ↑  시슬러가 시즌 154경기 체제에서 최다 안타 기록을 수립한 반면, 이치로는 현대의 162경기 체제에서 161경기에 출전해 새로운 최다 안타 기록을 세웠다. 시슬러가 시즌 631타수였던 반면에 이치로는 시즌 704타수였다.[65]
3. ↑  전기 작가 훈은 시슬러가 이날 3득점을 했다고 적었지만, 레트로시트(Retrosheet)와 Baseball-Reference는 2득점이라고 기록하고 있다.[82][83]
4. ↑  "have taken advantage of his kindness"
5. ↑  "were it not for the surprising flash of Lou Gehrig, Sisler [batting .340] would have the first base championship of the American League wrapped up and tucked away."

### 참조주
1. ↑  《Ohio Atlas & Gazetteer》 (영어) 7판. Yarmouth: DeLorme. 2004. 51쪽. ISBN 0-89933-281-1.
2. ↑  “George Sisler | American baseball player | Britannica”. 《www.britannica.com》 (영어). 2021년 12월 26일에 확인함.
3. ↑  Huhn, Rick, p. 6
4. ↑  Huhn, Rick, pp. 8
5. ↑  Huhn, Rick, pp. 9
6. 1 2 3 4 5  Lamberty, Bill. “George Sisler”. 《SABR》 (영어). 2017년 10월 22일에 확인함.
7. ↑  Huhn, Rick, pp. 11
8. ↑  Lowenfish, Lee, pp. 53–55
9. 1 2  Warburton, Paul, pp. 68–79
10. ↑  Huhn, Rick, pp. 21-23
11. ↑  Huhn, Rick, p. 16
12. ↑  Huhn, Rick, pp. 19-20
13. ↑  Cook, William, pp. 190
14. ↑  Huhn, Rick, p. 23
15. ↑  Huhn, Rick, p. 24
16. ↑  Huhn, Rick, pp. 24-25
17. ↑  Huhn, Rick, p. 26
18. ↑  Huhn, Rick, pp. 40-41
19. ↑  Huhn, Rick, pp. 27-28
20. ↑  Huhn, Rick, pp. 30-33
21. ↑  Huhn, Rick, pp. 30, 33
22. ↑  Huhn, Rick, p. 30
23. ↑  Huhn, Rick, pp. 33, 44
24. 1 2  Huhn, Rick, p. 35
25. ↑  Huhn, Rick, pp. 31, 36-37
26. ↑  Huhn, Rick, pp. 36-37
27. ↑  Huhn, Rick, p. 38
28. ↑  Huhn, Rick, pp. 38-39
29. 1 2  Huhn, Rick, p. 41
30. 1 2 3  Huhn, Rick, p. 43
31. 1 2  Huhn, Rick, p. 44
32. ↑  Huhn, Rick, p. 46
33. 1 2  Huhn, Rick, pp. 49
34. 1 2  “George Sisler 1915 Pitching Gamelogs Logs”. 《Baseball-Reference》 (영어). 2019년 10월 30일에 확인함.
35. ↑  Huhn, Rick, pp. 50
36. ↑  Huhn, Rick, pp. 51-54
37. ↑  “Washington Senators at St. Louis Browns Box Score, August 29, 1915”. 《Baseball-Reference》 (영어). 2019년 10월 30일에 확인함.
38. ↑  Huhn, Rick, pp. 56
39. 1 2 3 4 5 6 7 8 9 10 11 12 13 14 15 16 17 18  “George Sisler Statistics and History”. 《Baseball-Reference》 (영어). 2014년 1월 3일에 확인함.
40. 1 2  Huhn, Rick, p. 58
41. ↑  Huhn, Rick, pp. 58-59
42. ↑  Huhn, Rick, p. 59
43. ↑  “Washington Senators at St. Louis Browns Box Score, September 17, 1916”. 《Baseball-Reference》 (영어). 2021년 9월 20일에 확인함.
44. ↑  “St. Louis Browns at Philadelphia Athletics Box Score, August 11, 1917”. 《Baseball-Reference》 (영어). 2021년 9월 13일에 확인함.
45. ↑  “George Sisler 1917 Batting Game Logs”. 《Baseball-Reference》 (영어). 2019년 10월 30일에 확인함.
46. ↑  Huhn, Rick, p. 65
47. ↑  “1917 St. Louis Browns Statistics”. 《Baseball-Reference》 (영어). 2019년 10월 30일에 확인함.
48. ↑  Huhn, Rick, p. 66
49. ↑  Huhn, Rick, pp. 68-70, 73
50. ↑  Huhn, Rick, p. 71
51. ↑  Huhn, Rick, pp. 69-70
52. ↑  Huhn, Rick, p. 73
53. ↑  Huhn, Rick, pp. 73–74
54. ↑  Huhn, Rick, pp. 78-79
55. ↑  “George Sisler 1919 Batting Gamelogs”. 《Baseball-Reference》 (영어). 2021년 9월 13일에 확인함.
56. ↑  Huhn, Rick, pp. 79, 81
57. ↑  Steinberg, Steve, p. 65
58. 1 2 3  Huhn, Rick, p. 83
59. ↑  “1919 St. Louis Browns Statistics”. 《Baseball-Reference》 (영어). 2021년 9월 13일에 확인함.
60. 1 2  Huhn, Rick, pp. 85-87
61. 1 2  Barrero, Jim (2000년 9월 15일). “Out of sight”. 《Los Angeles Times》 (영어). 2014년 4월 30일에 확인함.
62. 1 2  Huhn, Rick, p. 96
63. ↑  “George Sisler 1920 Batting Gamelogs”. 《Baseball-Reference》 (영어). 2021년 9월 14일에 확인함.
64. ↑  Huhn, Rick, p. 94
65. 1 2  Kramer, Daniel; Simon, Andrew (2019년 3월 21일). “20 incredible facts about Ichiro's career”. 《MLB.com》 (영어). 2021년 9월 14일에 확인함.
66. ↑  “1920 American League Batting Leaders”. 《Baseball-Reference》 (영어). 2022년 1월 3일에 확인함.
67. 1 2  Steinberg, Steve, p. 76
68. ↑  Huhn, Rick, p. 116
69. ↑  Huhn, Rick, pp. 121-22
70. ↑  Huhn, Rick, p. 122
71. ↑  Huhn, Rick, pp. 123-24
72. ↑  “1921 American League Batting Leaders”. 《Baseball-Reference》 (영어). 2021년 9월 14일에 확인함.
73. ↑  Steinberg, Steve, p. 109
74. 1 2  Steinberg, Steve, p. 110
75. ↑  Huhn, Rick, p. 139
76. ↑  Steinberg, Steve, pp. 110-11
77. ↑  Huhn, Rick, p. 140
78. 1 2  “George Sisler 1922 Batting Gamelogs”. 《Baseball-Reference》 (영어). 2021년 8월 28일에 확인함.
79. ↑  Talbot, Gayle (1941년 6월 30일). “Yankees Keep Pace with Joe in Homer Derby”. 《The Miami News》 (영어).
80. ↑  “DiMaggio's hit streak still appears unbreakable” (영어). sports.yahoo.com. 2011년 5월 11일. 2011년 6월 23일에 원본 문서에서 보존된 문서. 2011년 8월 14일에 확인함.
81. ↑  Steinberg, Steve, p. 115
82. ↑  “St. Louis Browns 7, Philadelphia Athletics 4”. 《Retrosheet》 (영어). 2021년 8월 28일에 확인함.
83. ↑  Huhn, Rick, p. 148
84. ↑  “Philadelphia Athletics at St. Louis Browns Box Score, September 24, 1922”. 《Baseball-Reference》 (영어). 2021년 8월 28일에 확인함.
85. ↑  Steinberg, Steve, p. 116
86. ↑  “Single-Season Leaders & Records for Batting Average”. 《Baseball-Reference》 (영어). 2021년 9월 15일에 확인함.
87. ↑  Kennedy, Kostya (2011년 3월 14일). “The Streak”. 《Sports Illustrated》 (영어). 14권 ll호. 64쪽.
88. ↑  Steinberg, Steve, p. 119
89. ↑  Huhn, Rick, pp. 159-60
90. 1 2  Huhn, Rick, p. 161
91. ↑  Huhn, Rick, pp. 160-61
92. ↑  Steinberg, Steve, pp. 122-23
93. ↑  Huhn, Rick, p. 168
94. 1 2  Steinberg, Steve, p. 140
95. ↑  Huhn, Rick, pp. 187, 190
96. ↑  Steinberg, Steve, p. 141
97. ↑  Steinberg, Steve, p. 147
98. 1 2  Huhn, Rick, p. 196
99. ↑  Huhn, Rick, p. 189
100. ↑  Huhn, Rick, p. 207
101. ↑  Huhn, Rick, pp. 192-93
102. ↑  “Baltimore Orioles Team History & Encyclopedia”. 《Baseball-Reference》 (영어). 2021년 9월 20일에 확인함.
103. ↑  Huhn, Rick, pp. 199-200
104. ↑  Huhn, Rick, p. 201
105. ↑  Huhn, Rick, p. 200
106. ↑  Huhn, Rick, p. 204
107. ↑  Huhn, Rick, pp. 202-03
108. ↑  Huhn, Rick, pp. 209-210
109. ↑  Huhn, Rick, p. 209
110. ↑  Huhn, Rick, p. 211
111. 1 2  Huhn, Rick, p. 213
112. ↑  Huhn, Rick, p. 212
113. ↑  Steinberg, Steve, p. 182
114. ↑  Huhn, Rick, pp. 213-14
115. ↑  Huhn, Rick, p. 218
116. ↑  Huhn, Rick, p. 220
117. 1 2  Huhn, Rick, p. 221
118. ↑  Huhn, Rick, p. 219
119. ↑  Huhn, Rick, pp. 224-25
120. ↑  Huhn, Rick, pp. 225-26
121. 1 2  Huhn, Rick, p. 227
122. ↑  “George Sisler 1928 Batting Gamelogs”. 《Baseball-Reference》 (영어). 2021년 9월 20일에 확인함.
123. ↑  Huhn, Rick, pp. 227-28
124. ↑  Huhn, Rick, p. 230
125. ↑  Huhn, Rick, p. 231
126. ↑  Huhn, Rick, p. 232
127. ↑  “1928 National League Batting Leaders”. 《Baseball-Reference》 (영어). 2021년 9월 20일에 확인함.
128. ↑  Huhn, Rick, p. 237
129. ↑  Huhn, Rick, p. 239
130. 1 2  “George Sisler 1930 Batting Gamelogs”. 《Baseball-Reference》 (영어). 2021년 9월 21일에 확인함.
131. ↑  Huhn, Rick, pp. 240-41
132. ↑  Huhn, Rick, p. 240
133. 1 2  Huhn, Rick, p. 241
134. ↑  Huhn, Rick, p. 242
135. 1 2  Huhn, Rick, p. 244
136. ↑  Huhn, Rick, p. 245
137. ↑  “George Sisler top performances at retrosheet.org”. 《retrosheet.org》 (영어). 2022년 9월 30일에 확인함.
138. ↑  Russo, Frank (2014). 《The Cooperstown Chronicles: Baseball's Colorful Characters, Unusual Lives, and Strange Demises》 (영어). New York: Rowman & Littlefield. 27쪽. ISBN 978-1-4422-3639-4.
139. ↑  “Baltimore Orioles Top 10 Career Batting Leaders”. 《Baseball-Reference》 (영어). 2021년 9월 21일에 확인함.
140. ↑  “Baltimore Orioles Top 10 Single-Season Batting Leaders”. 《Baseball-Reference》 (영어). 2021년 9월 21일에 확인함.
141. ↑  “George Sisler Managerial Record”. 《Baseball-Reference》 (영어). 2021년 9월 21일에 확인함.
142. 1 2  Huhn, Rick, p. 251
143. 1 2  Huhn, Rick, p. 252
144. ↑  Huhn, Rick, pp. 153-54
145. ↑  Huhn, Rick, pp. 54-59
146. ↑  Huhn, Rick, p. 114
147. ↑  Huhn, Rick, pp. 90-91
148. ↑  Huhn, Rick, p. 135
149. ↑  Huhn, Rick, pp. 114
150. ↑  “100 Greatest Baseball Players by The Sporting News : A Legendary List by Baseball Almanac.”. 《Baseball Almanac》 (영어). 2019년 8월 29일에 원본 문서에서 보존된 문서. 2013년 3월 27일에 확인함.
151. ↑  Doolittle, Bradford (2018년 4월 14일). “In superteam era, Cardinal Way still the only way in St. Louis”. 《ESPN》 (영어). 2021년 9월 21일에 확인함.
152. ↑  St. Louis Walk of Fame. “St. Louis Walk of Fame Inductees”. stlouiswalkoffame.org. 2012년 10월 31일에 원본 문서에서 보존된 문서. 2013년 4월 25일에 확인함.
153. 1 2  “Ichiro visits Sisler's grave”. 《ESPN》 (영어). 2009년 7월 15일. 2021년 9월 21일에 확인함.
154. ↑  “Paint me out to the ball game!” (PDF). 《Tarpon Arts》 (영어). 2021년 1월 1일. 2021년 9월 21일에 확인함.
155. ↑  Huhn, Rick, p. 248
156. 1 2  Huhn, Rick, p. 249
157. ↑  Stein, Fred (2002). 《And the Skipper Bats Cleanup: A History of the Baseball Player-manager, with 42 Biographies of Men who Filled the Dual Role》 (영어). McFarland. 162–166쪽. ISBN 0786462671.
158. ↑  Huhn, Rick, pp. 254-55
159. ↑  Tygiel, Jules (1997). 《Baseball's Great Experiment: Jackie Robinson and His Legacy》 (영어). Oxford University Press. 56–59쪽. ISBN 0195106202.
160. ↑  Huhn, Rick, p. 259
161. ↑  Huhn, Rick, p. 260
162. ↑  McDonald, William (2011). 《The Obits: The New York Times Annual 2012》 (영어). Workman Publishing Company. 315쪽. ISBN 978-0761169420.
163. ↑  Huhn, Rick, pp. 261-62
164. ↑  Huhn, Rick, pp. 262-63
165. ↑  Huhn, Rick, pp. 263-64
166. ↑  Huhn, Rick, p. 270
167. ↑  Huhn, Rick, p. 265
168. ↑  Huhn, Rick, pp. 266-67
169. 1 2  Huhn, Rick, p. 267
170. ↑  “Frank Thomas Stats”. 《Baseball-Reference》 (영어). 2021년 9월 21일에 확인함.
171. ↑  Huhn, Rick, pp. 267-68
172. ↑  Cushing, Rick (2010). 《1960 Pittsburgh Pirates: Day by Day: A Special Season, an Extraordinary World Series》 (영어). Dorrance Publishing Co. 380쪽. ISBN 978-1434904980.
173. ↑  Huhn, Rick, p. 271
174. ↑  Huhn, Rick, p. 283
175. ↑  Huhn, Rick, pp. 35-36
176. ↑  Huhn, Rick, p. 62
177. ↑  Huhn, Rick, p. 115
178. ↑  Huhn, Rick, p. 162
179. ↑  Huhn, Rick, p. 186
180. ↑  Huhn, Rick, pp. 268-69
181. ↑  Huhn, Rick, p. 269
182. ↑  Huhn, Rick, pp. 276-82
183. ↑  “Sisler vs. Sisler”. 《Toledo Blade》 (영어). 1950년 10월 2일. 24면.
184. ↑  Huhn, Rick, pp. 274-76
185. ↑  Huhn, Rick, pp. 279-80

## 참고 문헌
- Cook, William (2007). 《August "Garry" Herrmann: A Baseball Biography》 (영어). McFarland. ISBN 978-0786430734.
- Huhn, Rick (2013). 《The Sizzler: George Sisler, Baseball's Forgotten Great》 (영어). University of Missouri Press. ISBN 978-0826264213.
- Lowenfish, Lee (2009). 《Branch Rickey: Baseball's Ferocious Gentleman》 (영어). University of Nebraska Press. ISBN 9780826264213.
- Steinberg, Steve (2017). 《Urban Shocker: Silent Hero of Baseball's Golden Age》 (영어). University of Nebraska Press. ISBN 9780803295995.
- Warburton, Paul (2010). 《Signature Seasons: Fifteen Baseball Legends at Their Most Memorable, 1908–1949》 (영어). McFarland. ISBN 978-0786457731.